# Marin Ivanović – Stoka
Marin Ivanović (Zagreb, 24. lipnja 1981.), poznatiji kao Stoka, hrvatski je reper s Kvatrića. Popularnost je stekao u suradnji s zagrebačkim reperom Markom Lasićem Neredom kao duo pod nazivom Nered & Stoka.
Kao tinejdžer, zaluđen Targetovim repanjem i kad je čuo kako zvuči hrvatski rap, rekao je da on mora postati reper te 18. studenog 1997. freestyla na Blackout radiju s Baby Dooksom. S Neredom već godinu dana kasnije objavljuju hit "Groblje fake wack MC-a". Tada dobiju jedinstvenu priliku koja će im i promijeniti karijere – dobiju priliku za snimanje albume, kojeg snimaju u rekordnom roku od samo dva tjedna. Ubrzo se prodalo čak 500 primjeraka albuma, no u Aquariusu dobiju zabranu promocije i spot za pjesmu "Spremni za rat" biva zabranjen. "Spremni za rat" se definitivno ubraja među najtvrđe i najbolje hip hop albume Balkana.

## Životopis
U Zagrebu odrasta i završava školu (gimnaziju), a ljubav prema rep glazbi otkriva već u ranoj dobi kada se s trinaest godina počinje baviti glazbom i pisanjem rima. U svojoj dosadašnjoj karijeri objavio je jedan studijski album s Neredom: Spremni za rat i 6 studijskih solo albuma;Stole, Kravlje ludilo, Pogodi 'ko se beko, ZG gangsta, Stara Škola Kreka - Iz Tame U Svjetlo.
Među jednim od TV gostovanja ubraja se i nastup u emisiji Noćna Mora urednika Željka Malnara u kojem je zajedno s kolegom reperom Neredom odrepao nekoliko stvari s debitantskog albuma Spremni za rat, kao i samo njemu sklon freestyle.
Sigurno je i ovo gostovanje doprinijelo većem medijskom dosegu ovog rap glazbenika.
Tijekom 2007. godine Stoka je proveo šest mjeseci u komuni za odvikavanje od kokaina, gdje je upisao tečaj za kuhara.
U 2008. godini pobjednik je bosanske inačice reality showa Big Brother, nazvanog "Big Mama House". Show je trajao 9 tjedana, Stoka je kao pobjednik dobio nagradu od 50.000 konvertibilnih maraka (25 tisuća eura).
Marin Ivanović početkom 2010. godine nanovo odlazi u komunu na liječenje. Prema riječima njegovog prijatelja Marka Lasića, Stoka se u komunu vratio radi velikog pritiska na njegov život u posljednje vrijeme.
Marin Ivanović je 1. siječnja 2015. na svojem Facebook profilu objavio kako se zauvijek povlači iz repa. Kako kaže: "Došla su druga vremena i puno je više onih koji pljuju po onom šta radimo iz čiste dosade, a vrlo je malo onih koji su ostali vjerni i odani našoj glazbi na način na koji smo ju mi živili, voljeli i radili."
Albumom ZG Gangsta oprostio se od obožavatelja te je za kraj i konačno snimio spot za svoju verziju hita "Spremni za rat" na svome YouTube kanalu. Marin Ivanović se vratio na rep scenu pjesmom "Đaner" 22. Ožujka 2017. i upravo radi na svom novom albumu. 
Stoka je 26. svibnja 2017. uzburkao javnost nakon što se na njegovoj Facebook stranici pojavila osmrtnica koja je najavila da je reper preminuo. Dio javnosti bio je prema obavijesti skeptičan, a ostali su odmah shvatili da se radi o metafori. Marin je ovim činom htio objaviti da je to kraj "starog Stoke" kao narkomana i početak novog razdoblja - života u duhu vjere i Boga. Nove pjesme koje je posvetio svom preobraćenju su Stara škola kreka iz tame u svjetlo i Križ kontra roga.
23. studenog 2017. objavio je pjesmu Dva grada junaka u kojoj je sudjelovao poznati splitski reper Krešo Bengalka.

## Moja Croatia
Dana 18. svibnja 2018. zajedno s YouTube-kanalom JoomBoos i Matijom Lazarevićem izdao je navijačku pjesmu Moja Croatia koja je uz pjesmu Igraj Moja Hrvatska postala svojevrsna himna povijesnog uspjeha hrvatske nogometne reprezentacije na Svjetskom nogometnom prvenstvu u Rusiji 2018.

## Diskografija

### Album
- Spremni za rat – Nered & Stoka (1999.)
- Stole (2003.)
- Kravlje ludilo (2006.)
- Pogodi 'ko se beko (2010.)
- ZG Gangsta (2014.)
- Stara škola kreka – iz tame u svjetlo (2017.)
- Incident (2019.)
- Sve su to rime (2021.)

### Bezalbumske pjesme
- Moja Croatia (2018.),  s LayZom

## Ostalo

### Sinkronizacija
- "Frka" kao kao pas doberman Stoka (2019.)
- "UglyDolls" kao Grdi Pas (2019.)